# Moskva
Moskva (tiếng Nga: Москва, chuyển tự: Moskva, IPA: [mɐˈskva] ⓘ; phiên âm: "Mát-xcơ-va") là thủ đô và là thành phố lớn nhất của Nga. Thành phố nằm bên sông Moskva, ở trong Vùng liên bang Trung tâm và Vùng kinh tế Trung tâm của Nga, với dân số ước tính khoảng 12,6 triệu cư dân trong phạm vi thành phố, trong khi có hơn 17 triệu cư dân trong khu vực đô thị, và hơn 20 triệu cư dân trong toàn Khu vực Thủ đô Moskva. Thành phố có diện tích đạt 2.511 kilômét vuông (970 dặm vuông Anh), trong khi khu vực đô thị bao gồm 5.891 kilômét vuông (2.275 dặm vuông Anh), và khu vực đô thị bao gồm 26.000 kilômét vuông (10.000 dặm vuông Anh). Moskva nằm trong danh sách các thành phố lớn nhất thế giới, là thành phố đông dân nhất hoàn toàn trong Châu Âu đại lục khu vực đô thị đông dân nhất ở Châu Âu, và cũng là thành phố lớn nhất tính theo diện tích trên lục địa Châu Âu.
Ban đầu được thành lập vào năm 1147 với tư cách là một pháo đài nhỏ, Moskva đã phát triển trở thành một thành phố thịnh vượng và hùng mạnh, từng là thủ đô của Đại công quốc Moskva. Khi Đại công quốc Moskva phát triển thành Sa quốc Nga, Moskva vẫn là trung tâm kinh tế và chính trị trong phần lớn lịch sử của nước Nga. Khi Sa quốc Nga được cải tổ thành Đế quốc Nga, thủ đô được chuyển từ Moskva đến Sankt-Peterburg, làm giảm ảnh hưởng của thành phố. Thủ đô sau đó được chuyển trở lại Moskva sau Cách mạng Tháng Mười Nga 1917 và thành phố được đưa trở lại làm trung tâm chính trị của Cộng hòa Xã hội chủ nghĩa Xô viết Liên bang Nga và Liên Xô. Sau khi Liên Xô tan rã, Moskva vẫn là thủ đô của Liên bang Nga đương thời và mới được thành lập.
Là siêu đô thị cực bắc và lạnh nhất trên thế giới, và với lịch sử hơn 8 thế kỷ, Moskva được quản lý như một Thành phố liên bang của Nga đóng vai trò chính trị, kinh tế, trung tâm văn hóa và khoa học của Nga và Đông Âu. Là một thành phố toàn cầu, Moskva có một trong các nền kinh tế đô thị lớn nhất, và là một trong các thành phố đắt đỏ nhất thế giới, và cũng là một trong những điểm du lịch phát triển nhanh nhất trên thế giới. Moskva là nơi có số tỷ phú cao thứ ba của bất kỳ thành phố nào trên thế giới, và có số lượng tỷ phú cao nhất của bất kỳ thành phố nào ở Châu Âu. Trung tâm kinh doanh quốc tế Moskva là một trong những trung tâm tài chính lớn nhất của Châu Âu và thế giới, và có một số trong Những tòa nhà chọc trời cao nhất Châu Âu. Moskva cũng là quê hương của công trình kiến trúc tự do cao nhất ở Châu Âu, Tháp Ostankino, và là thành phố đăng cai của Thế vận hội Mùa hè 1980, một trong những thành phố đăng cai của FIFA World Cup 2018.
Là trung tâm văn hóa của Nga, Moskva từng là ngôi nhà của các nghệ sĩ, nhà khoa học và nhân vật thể thao Nga do sự hiện diện của rất nhiều bảo tàng, học viện và tổ chức chính trị và nhà hát. Thành phố là nơi tọa lạc của một số UNESCO Di sản Thế giới, và nổi tiếng với kiến trúc và trưng bày kiến trúc Nga, đặc biệt là các tòa nhà lịch sử như Nhà thờ Saint Basil, Quảng trường Đỏ và Điện Kremli ở Moskva, trong đó sau này đóng vai trò là cơ quan quyền lực của Chính phủ Nga. Moskva là nơi đặt trụ sở của nhiều Các công ty của Nga trong nhiều ngành, chẳng hạn như tài chính và công nghệ. Matxcova được phục vụ bởi một mạng lưới trung chuyển toàn diện, bao gồm 4 sân bay quốc tế, 9 nhà ga đường sắt, 1 hệ thống xe điện, 1 hệ thống tàu điện một ray ở Moskva, và đáng chú ý nhất là "Tàu điện ngầm Moskva", hệ thống tàu điện ngầm nhộn nhịp nhất ở Châu Âu và là một trong những hệ thống vận chuyển nhanh lớn nhất trên thế giới. Với hơn 40% lãnh thổ được bao phủ bởi cây xanh, đây là một trong những thành phố xanh nhất ở châu Âu và thế giới.

## Lịch sử
Những tài liệu nói về Moskva có từ năm 1147 khi nó còn là một thị trấn ít người biết đến trong một tỉnh nhỏ, với phần lớn dân cư thuộc nhóm ngôn ngữ Phần Lan-Ugria, người Merya. Năm 1156, công tước Yury Dolgoruky cho xây tường gỗ và đào hào sâu bao quanh thành phố để chống lại sự trộm cắp, cướp bóc. Do đó dân chúng được bảo vệ rất tốt cho đến tận năm 1177 thì thành phố bị thiêu hủy hoàn toàn và dân cư đã bị chết rất nhiều. Sau cuộc cướp phá năm 1237-1238, khi mà quân Mông Cổ thiêu hủy hoàn toàn thành phố và giết chóc dân cư, Moskva đã được phục hồi và trở thành thủ đô của một công quốc độc lập.
Năm 1300, Moskva được quản lý bởi Daniil Aleksandrovich, con trai của Aleksandr Yaroslavich Nevsky và là thành viên của triều đại nhà Rurik. Vị trí thuận lợi trên đầu nguồn sông Volga góp phần vào việc mở rộng vững chắc. Moskva được ổn định và phát triển rực rỡ trong nhiều năm và là điểm thu hút của nhiều người tỵ nạn trên toàn lãnh thổ Nga. Năm 1304, Yury của Moskva giao tranh với Mikhail của Tver để giành ngôi vị công tước Vladimir. Ivan I cuối cùng đánh bại quân Tver để trở thành chủ của công quốc Vladimir, và là người thu thuế duy nhất cho các nhà vua Mông Cổ. Do cống nộp nhiều nên Ivan giành được nhiều sự nhân nhượng của các Hãn (Khan). Không giống như các công quốc khác, Moskva không được phân chia cho các con trai mà truyền cho con trai lớn nhất.
Kim Trướng hãn quốc (hay Hãn quốc Kipchak) thoạt tiên cố gắng giới hạn ảnh hưởng của Moskva, nhưng do sự lớn mạnh của Đại công quốc Litva đã đe dọa toàn Nga nên vị Hãn lúc đó đã phải tăng cường sức mạnh cho Moskva để cân bằng với Litva. Điều này đã cho phép nó trở thành một trong những thành phố hùng mạnh nhất tại Nga. Năm 1480, Ivan III cuối cùng đã giải phóng Nga khỏi sự thống trị của người Tatar (Xem Trận chiến trên sông Ugra) và Moskva trở thành thủ đô của đế chế bao gồm toàn Nga và Siberia và một phần các lãnh thổ khác.
Sự chuyên chế của các Sa hoàng cuối thời kỳ đó như Ivan Hung đế đã dẫn đến sự tan rã của đế chế, mặc dù nó đã được mở rộng. Năm 1571, người Tarta từ Hãn quốc Krym đã chiếm và thiêu hủy Moskva. Từ 1610 đến 1612, quân đội của Liên bang Ba Lan-Litva xâm chiếm Moskva, và vua Zygmunt III của Ba Lan đã có những cố gắng để chiếm đoạt ngôi báu và sau đó hợp nhất 2 quốc gia Slav. Tuy nhiên, sự cố gắng của quân đội Ba Lan-Litva chỉ nhận được sự ủng hộ nửa vời từ trong nước họ và sự can thiệp đã bị chỉ trích mạnh mẽ từ hạ viện Liên bang. Vì vậy năm 1612, nhân dân Moskva đã nổi dậy chống lại lực lượng Ba Lan-Litva và chiếm Kremli từ tay họ. Năm 1613, hội nghị đế chế đã bầu Mikhail Fyodorovich Romanov (Михаил Фёдорович Романов) làm Sa hoàng nước Nga, thiết lập triều đại nhà Romanov.
Moskva không phải là kinh đô nước Nga từ năm 1703 khi Pyotr Đại đế xây dựng Sankt-Peterburg trên sông Neva gần bờ biển Baltic làm kinh đô. Khi Napoléon Bonaparte xâm lược Nga vào năm 1812, người dân Moskva đã di tản và tự đốt cháy thành phố vào ngày 14 tháng 9, khi quân đội của Napoléon tiến vào. Quân đội của Napoléon, do thiếu thốn lương thực, thực phẩm và giá lạnh đã phải rút lui.
Tháng 1 năm 1905, người dân Moskva đi bầu thị trưởng thành phố và Aleksandr Adrianov đã trở thành thị trưởng chính thức đầu tiên của Moskva. Sau cuộc Cách mạng Tháng Mười năm 1917, Lenin đã chuyển thủ đô từ Sankt-Peterburg về Moskva vào ngày 5 tháng 3 năm 1918 do lo ngại sự xâm lăng từ nước ngoài.
Là đầu mối quan trọng trong hệ thống đường sắt của Liên Xô cùng với Kiev và Sankt-Peterburg, thành phố này là mục tiêu xâm chiếm chiến lược của Đức năm 1941. Tháng 11 năm 1941, Cụm tập đoàn quân Trung tâm của Đức đã phải dừng bước trước ngoại ô thành phố và sau đó bị đẩy lui trong Trận Moskva (1941).

## Hành chính

Bản đồ các quận của Moskva:
1 Quận Trung tâm
2 Quận Bắc
3 Quận Đông Bắc
4 Quận Đông
5 Quận Đông Nam
6 Quận Nam
7 Quận Tây Nam
8 Quận Tây
9 Quận Tây Bắc
10 Quận Zelenograd
11 Quận Novomoskovsky
12 Quận hành chính Troitsky

Thủ đô Moskva được phân thành 12 quận hành chính (aдминистративных округ) bao gồm 2 quận mới thành lập từ tháng 1 năm 2002. Mười quận ban đầu được phân thành 125 khu (районы) và hai quận mới được phân thành 21 khu định cư mới (лоселение).

## Dân số

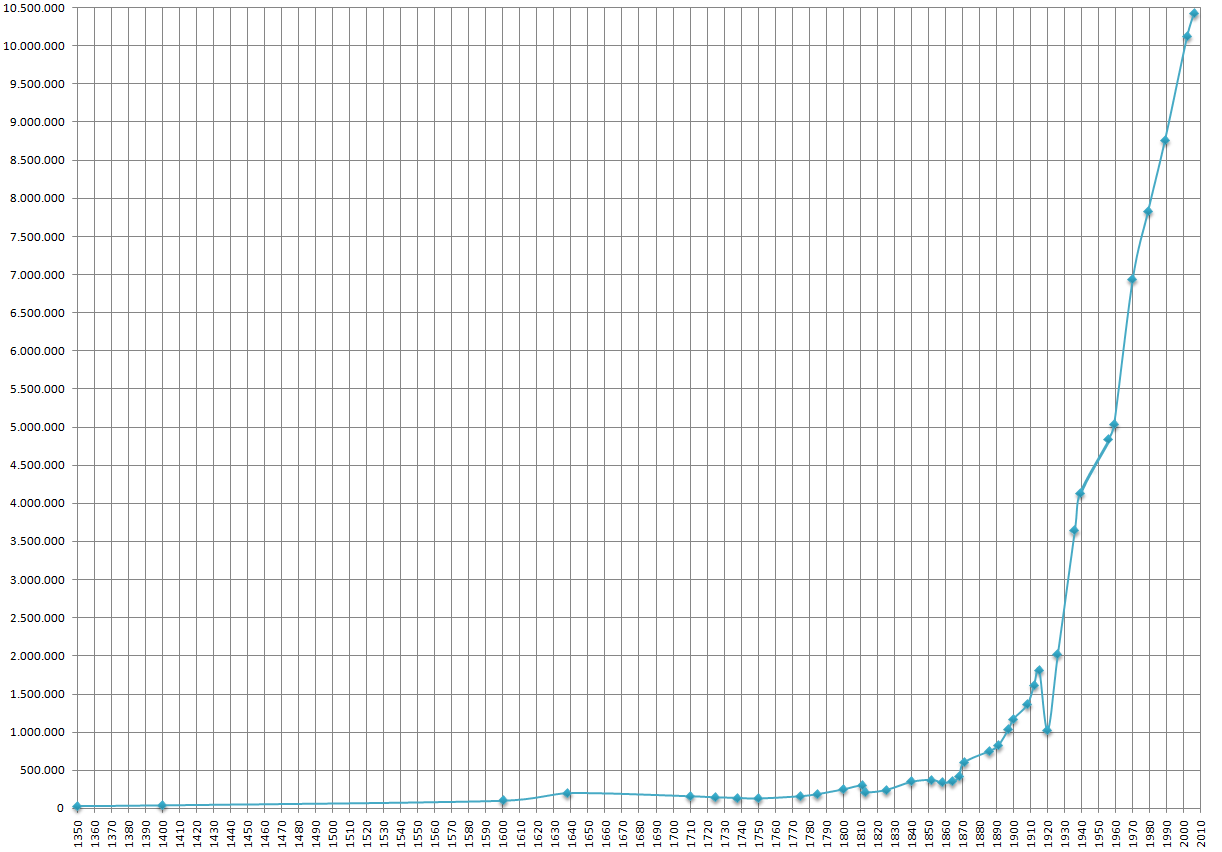
Dân số Moskva từ 1350-2010.

| Năm  | Dân số  | Năm  | Dân số    | Năm  | Dân số    | Năm  | Dân số     |
| ---- | ------- | ---- | --------- | ---- | --------- | ---- | ---------- |
| 1400 | 40.000  | 1811 | 270.200   | 1912 | 1.617.157 | 2002 | 10.383.000 |
| 1638 | 200.000 | 1813 | 215.000   | 1920 | 1.027.300 | 2010 | 11.503.501 |
| 1710 | 160.000 | 1825 | 241.500   | 1926 | 2.101.200 | 2018 | 12.506.468 |
| 1725 | 145.000 | 1840 | 349.100   | 1939 | 4.609.200 | 2021 | 12.593.000 |
| 1738 | 138.400 | 1856 | 368.800   | 1959 | 6.133100  |      |            |
| 1775 | 161.000 | 1868 | 416.400   | 1970 | 7.194.300 |      |            |
| 1785 | 188.700 | 1871 | 601.969   | 1979 | 8.142.200 |      |            |
|      |         | 1888 | 753.459   | 1989 | 8.972.300 |      |            |
|      |         | 1897 | 1.038.600 |      |           |      |            |

## Khí hậu
| Dữ liệu khí hậu của Moscow (VVC) 1981–2010 | Dữ liệu khí hậu của Moscow (VVC) 1981–2010 | Dữ liệu khí hậu của Moscow (VVC) 1981–2010 | Dữ liệu khí hậu của Moscow (VVC) 1981–2010 | Dữ liệu khí hậu của Moscow (VVC) 1981–2010 | Dữ liệu khí hậu của Moscow (VVC) 1981–2010 | Dữ liệu khí hậu của Moscow (VVC) 1981–2010 | Dữ liệu khí hậu của Moscow (VVC) 1981–2010 | Dữ liệu khí hậu của Moscow (VVC) 1981–2010 | Dữ liệu khí hậu của Moscow (VVC) 1981–2010 | Dữ liệu khí hậu của Moscow (VVC) 1981–2010 | Dữ liệu khí hậu của Moscow (VVC) 1981–2010 | Dữ liệu khí hậu của Moscow (VVC) 1981–2010 | Dữ liệu khí hậu của Moscow (VVC) 1981–2010 |
| Tháng                                      | 1                                          | 2                                          | 3                                          | 4                                          | 5                                          | 6                                          | 7                                          | 8                                          | 9                                          | 10                                         | 11                                         | 12                                         | Năm                                        |
| ------------------------------------------ | ------------------------------------------ | ------------------------------------------ | ------------------------------------------ | ------------------------------------------ | ------------------------------------------ | ------------------------------------------ | ------------------------------------------ | ------------------------------------------ | ------------------------------------------ | ------------------------------------------ | ------------------------------------------ | ------------------------------------------ | ------------------------------------------ |
| Cao kỉ lục °C (°F)                         | 8.6 (47.5)                                 | 8.3 (46.9)                                 | 17.5 (63.5)                                | 28.9 (84.0)                                | 33.2 (91.8)                                | 34.9 (94.8)                                | 38.2 (100.8)                               | 37.3 (99.1)                                | 32.3 (90.1)                                | 24.0 (75.2)                                | 14.5 (58.1)                                | 9.6 (49.3)                                 | 38.2 (100.8)                               |
| Trung bình ngày tối đa °C (°F)             | −4 (25)                                    | −3.7 (25.3)                                | 2.6 (36.7)                                 | 11.3 (52.3)                                | 18.6 (65.5)                                | 22.0 (71.6)                                | 24.3 (75.7)                                | 21.9 (71.4)                                | 15.7 (60.3)                                | 8.7 (47.7)                                 | 0.9 (33.6)                                 | −3 (27)                                    | 9.6 (49.3)                                 |
| Trung bình ngày °C (°F)                    | −6.5 (20.3)                                | −6.7 (19.9)                                | −1 (30)                                    | 6.7 (44.1)                                 | 13.2 (55.8)                                | 17.0 (62.6)                                | 19.2 (66.6)                                | 17.0 (62.6)                                | 11.3 (52.3)                                | 5.6 (42.1)                                 | −1.2 (29.8)                                | −5.2 (22.6)                                | 5.8 (42.4)                                 |
| Tối thiểu trung bình ngày °C (°F)          | −9.1 (15.6)                                | −9.8 (14.4)                                | −4.4 (24.1)                                | 2.2 (36.0)                                 | 7.7 (45.9)                                 | 12.1 (53.8)                                | 14.4 (57.9)                                | 12.5 (54.5)                                | 7.4 (45.3)                                 | 2.7 (36.9)                                 | −3.3 (26.1)                                | −7.6 (18.3)                                | 2.1 (35.8)                                 |
| Thấp kỉ lục °C (°F)                        | −42.2 (−44.0)                              | −38.2 (−36.8)                              | −32.4 (−26.3)                              | −21 (−6)                                   | −7.5 (18.5)                                | −2.3 (27.9)                                | 1.3 (34.3)                                 | −1.2 (29.8)                                | −8.5 (16.7)                                | −16.1 (3.0)                                | −32.8 (−27.0)                              | −38.8 (−37.8)                              | −42.2 (−44.0)                              |
| Lượng Giáng thủy trung bình mm (inches)    | 52 (2.0)                                   | 41 (1.6)                                   | 35 (1.4)                                   | 37 (1.5)                                   | 49 (1.9)                                   | 80 (3.1)                                   | 85 (3.3)                                   | 82 (3.2)                                   | 68 (2.7)                                   | 71 (2.8)                                   | 55 (2.2)                                   | 52 (2.0)                                   | 707 (27.7)                                 |
| Số ngày mưa trung bình                     | 0.8                                        | 0.7                                        | 3                                          | 9                                          | 13                                         | 14                                         | 15                                         | 15                                         | 15                                         | 12                                         | 6                                          | 2                                          | 105.5                                      |
| Số ngày tuyết rơi trung bình               | 18                                         | 15                                         | 9                                          | 1                                          | 0.1                                        | 0                                          | 0                                          | 0                                          | 0.1                                        | 2                                          | 10                                         | 17                                         | 72.2                                       |
| Độ ẩm tương đối trung bình (%)             | 83                                         | 80                                         | 74                                         | 67                                         | 64                                         | 70                                         | 74                                         | 77                                         | 81                                         | 81                                         | 84                                         | 85                                         | 77                                         |
| Số giờ nắng trung bình tháng               | 33                                         | 72                                         | 128                                        | 170                                        | 265                                        | 279                                        | 271                                        | 238                                        | 147                                        | 78                                         | 32                                         | 18                                         | 1.731                                      |
| Nguồn:                                     |                                            |                                            |                                            |                                            |                                            |                                            |                                            |                                            |                                            |                                            |                                            |                                            |                                            |

## Văn hóa, nghệ thuật

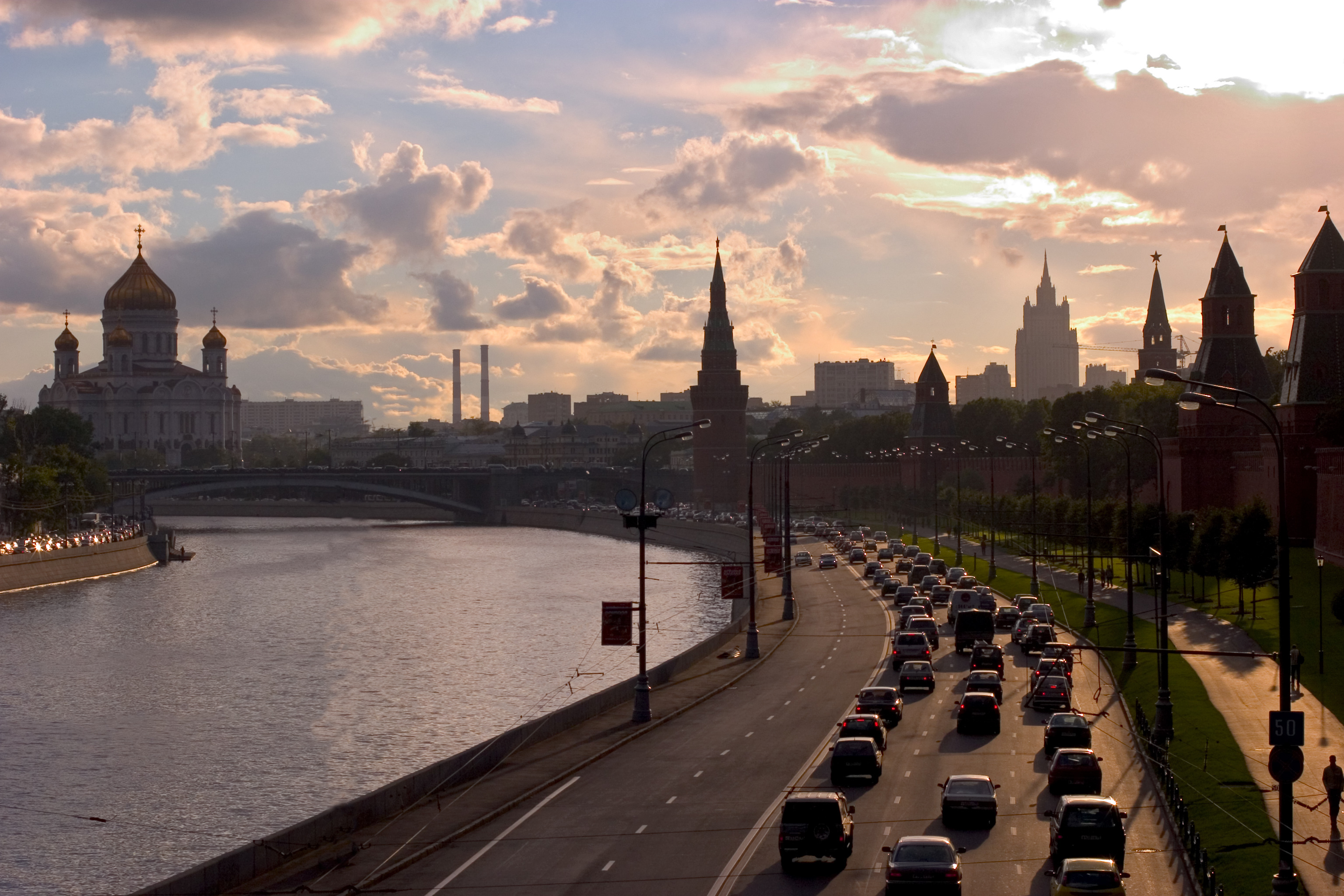
Quang cảnh Moskva, với Nhà thờ Chúa Cứu thế ở bên trái, điện Kremli ở bên phải

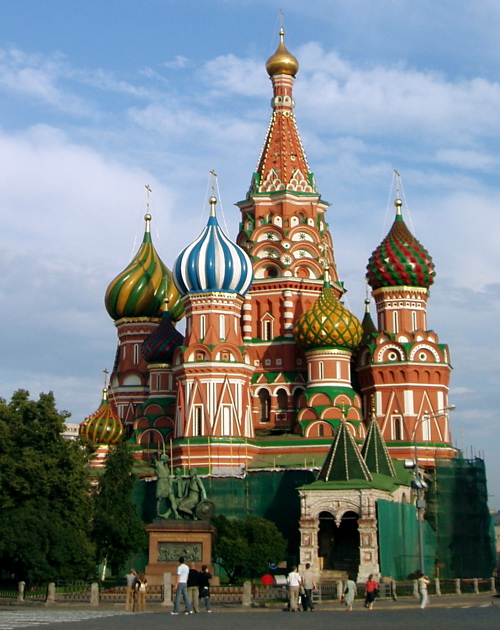
Nhà thờ hình củ tỏi Nhà thờ chính tòa Thánh Vasily

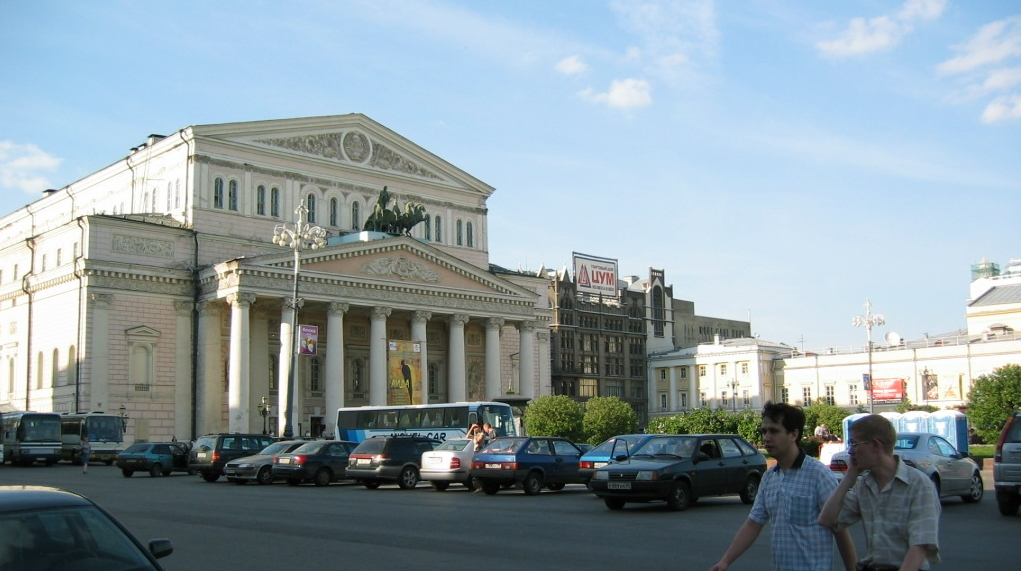
Nhà hát Bolshoi lớn, trái, và Nhà hát Malyi nhỏ, phải

Moskva là trung tâm của múa ba lê (ballet) và các nghệ thuật múa Nga. Các nhà hát và studio ba lê rải rác khắp Moskva. Những cái nổi tiếng nhất là Nhà hát Lớn và Nhà hát Nhỏ. Trong thời kỳ Xô viết giá vé khá rẻ thường là dưới $1, nhưng hầu hết vé được phân phối theo đặc quyền, người dân chỉ có thể mua vé chợ đen. Sau này giá thay đổi rất nhiều.
Mặc dù ít hơn một phần tư dân số Nga sống ở nông thôn nhưng những người Moskva cũng giống như những người dân các thành phố khác vẫn gắn liền với nông thôn. Rất nhiều người có nhà ở khu vực nông thôn (tiếng Nga: дача, phát âm "đacha") để dành cho những ngày nghỉ cuối tuần và hội hè. Những ngôi nhà này cũng được sử dụng làm nhà nghỉ cho những người cao tuổi. Có rất nhiều công viên và vườn hoa trong thành phố.
Những năm sau chiến tranh là cuộc khủng hoảng về nhà ở đã được giải quyết bằng các ngôi nhà lắp ghép. Khoảng 13.000 các ngôi nhà được tiêu chuẩn hóa và đúc sẵn như thế phục vụ cho phần lớn dân cư Moskva. Chúng được xây cao 9, 12, 17, 21 hay 24 tầng. Các căn hộ được xây dựng và trang bị một phần đồ đạc tại nhà máy trước khi được xây dựng và sắp xếp vào các cột cao. Bộ phim hài nổi tiếng thời kỳ Xô viết là Số phận trớ trêu, hay Chúc xông hơi nhẹ nhõm ! nhại lại phương pháp kết cấu xây dựng vô hồn này. Nội dung của phim như sau:
Một sinh viên vừa mới tốt nghiệp đại học trở về nhà mình sau buổi dạ hội tốt nghiệp cử nhân với trạng thái say mềm ngoài sân bay và thức dậy ở Leningrad do những bạn bè của anh ta lại gửi anh đến đó một cách ngẫu nhiên. Anh bắt taxi đến địa chỉ nhà mình, địa chỉ này cũng tồn tại ở Leningrad và sử dụng chìa khóa của mình để mở cửa. Mọi đồ đạc và tài sản được chuẩn hóa đến nỗi anh ta cũng không thể nhận ra đó không phải là nhà mình cho đến tận khi chủ thực sự của căn hộ trở về.
Bộ phim đã đánh vào tình cảm của những người Nga đang xem bộ phim qua những chiếc ti vi tiêu chuẩn hóa trong căn hộ cũng tiêu chuẩn hóa của mình. Bộ phim này được trình chiếu trên ti vi trong mọi buổi đêm trước năm mới.
Nói như vậy không có nghĩa là văn hóa, nghệ thuật của nước Nga nói chung và của người Moskva nói riêng là đơn điệu và nghèo nàn. Trái lại, nền văn hóa-nghệ thuật của người dân Moskva trong gần 900 năm qua cực kỳ phát triển. Tại Moskva hiện nay có hơn 70 viện bảo tàng. Trong đó có rất nhiều viện bảo tàng nổi tiếng thế giới như Viện bảo tàng lịch sử (Исторический музей), Viện bảo tàng quốc gia Tretyakov (Государственный Третьяковская галерея), Viện bảo tàng kiến trúc Shchusev (Музей архитектуры им. А.В. Щусева) v.v.
Các nhà văn lớn của Nga cho dù có thể không phải là người Moskva nhưng đã có thời gian dài sống ở đó như Tolstoy, Bunin, Chekhov v.v. đã cho ra đời nhiều tác phẩm nổi tiếng thế giới như Chiến tranh và hòa bình.

## Giáo dục
Tại Moskva có rất nhiều trường đại học. Lớn nhất và nổi tiếng nhất là Đại học Quốc gia Moskva nằm trên Đồi Chim sẻ (Vorobyovy Gory) trong một tòa nhà cao 240m. Hiện nay trường này có 30.000 sinh viên và 7.000 nghiên cứu sinh.
Trường Đại học Kỹ thuật Quốc gia Moskva Bauman là trường đại học kĩ thuật hàng đầu của nước Nga, nơi đây là cái nôi đào tạo nên các nhà bác học, các tổng công trình sư, các kỹ sư trưởng nổi tiếng về vũ trụ, hàng không và kĩ thuật quân sự (tên lửa, máy bay chiến đấu, xe tăng, xe thiết giáp, lò phản ứng hạt nhân, siêu máy tính, vũ khí công nghệ cao).
Xem thêm: Danh sách các trường đại học ở Nga

## Du lịch

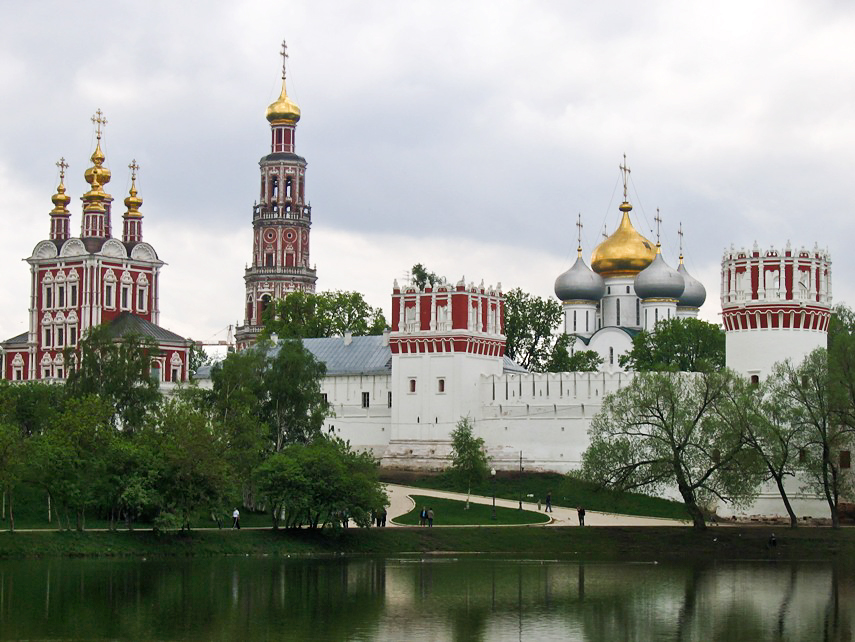
Tu viện Novodevichy

Những điểm du lịch thu hút du khách là các di sản thế giới được UNESCO công nhận như điện Kremli, Quảng trường Đỏ và nhà thờ ở Kolomenskoye, đều là những công trình được xây dựng trong khoảng thế kỷ 14 đến thế kỷ 17. Các điểm thu hút khác bao gồm vườn bách thú, được mở rộng vào thập niên 1990. Moskva cũng là điểm cuối cùng của tuyến đường sắt xuyên Xi-bê-ri dài 9.300 km tới Vladivostok. Thành phố này đẹp nhất khi đến thăm vào giữa mùa đông khi mà các đường phố bị bao phủ bởi tuyết và cảnh tranh tối tranh sáng của mùa đông lục địa. Tuy nhiên do nhiệt độ thường xuyên xuống đến dưới -25 °C nên mùa hè hoặc mùa thu đến sớm có thể cho những cuộc thăm viếng thuận tiện hơn nếu như du khách không phải là người quá lãng mạn.

## Giá cả sinh hoạt
Giá cả một số hàng hóa, dịch vụ đối với người ngoại quốc cao hơn so với người trong nước. Sự nghiên cứu giá cả sinh hoạt do Mercer Human Resource Consulting tiến hành đã đặt Moskva vào vị trí thứ hai sau Tokyo, làm nó trở thành thành phố đắt đỏ nhất châu Âu. Đối với dân bản địa, những căn hộ nhỏ được chu cấp bởi chính quyền trong thời kỳ Xô viết, cùng với các chi phí tiện nghi ở mức cực kỳ thấp và những khoản thuế thu nhập có thể tránh được đã làm giá cả sinh hoạt thấp xuống rất nhiều. Nhìn vào giá cả vận chuyển, đi lại sẽ cho ra một minh họa tốt. Một chuyến taxi từ sân bay quốc tế Sheremetyevo-2 sẽ có giá đối với người nước ngoài không biết tiếng Nga là $60; với người nước ngoài biết tiếng Nga là $30–$40. Những người dân Moskva bản địa sẽ mặc cả giá xuống mức $15–20 hoặc sẽ tránh không đi taxi riêng mà đi chung với nhau đến ga metro gần nhất với giá 50 xu Mỹ.

## Ăn uống
Trong thời gian gần đây tại Moskva xuất hiện rất nhiều các nhà hàng ăn uống với giá cả dao động nhiều. Giá đồ ăn trung bình trên một người trong các nhà hàng trung và cao cấp sẽ từ $30 đến $200, đặc biệt nếu có gọi rượu vang nổi tiếng. Những đồ ăn kiểu "căng tin" trong các stolovaya (tiếng Nga: столовая - nhà ăn tự phục vụ) có giá khoảng ba đôla Mỹ (47.000 đ tiền Việt). Hệ thống các nhà hàng, như "Moo-Moo", cung cấp đồ ăn kiểu căng tin có chất lượng theo thực đơn kiểu Anh có giá khoảng 5 đô la Mỹ cho mỗi người. Mặc dù phần đông người Moskva không thường xuyên ăn uống thậm chí trong các nhà hàng ăn rẻ tiền nhất, nhưng rất nhiều nhà hàng "bậc trung" mới vẫn xuất hiện và mở cửa, nhắm vào các gia đình trong những ngày nghỉ cuối tuần. Một loạt các cửa hàng bán đồ ăn nhanh mọc xung quanh các nhà ga xe lửa và metro. Hệ thống này bao gồm cả các cửa hàng khắp mọi nơi của McDonald's và các hệ thống khác, đáng kể nhất là Rostiks, chuyên bán các đồ ăn làm từ gà. Ngoài ra hàng loạt các cửa hàng bán cà phê cũng mọc ra xung quanh thành phố này.

## Các địa điểm du lịch đáng chú ý

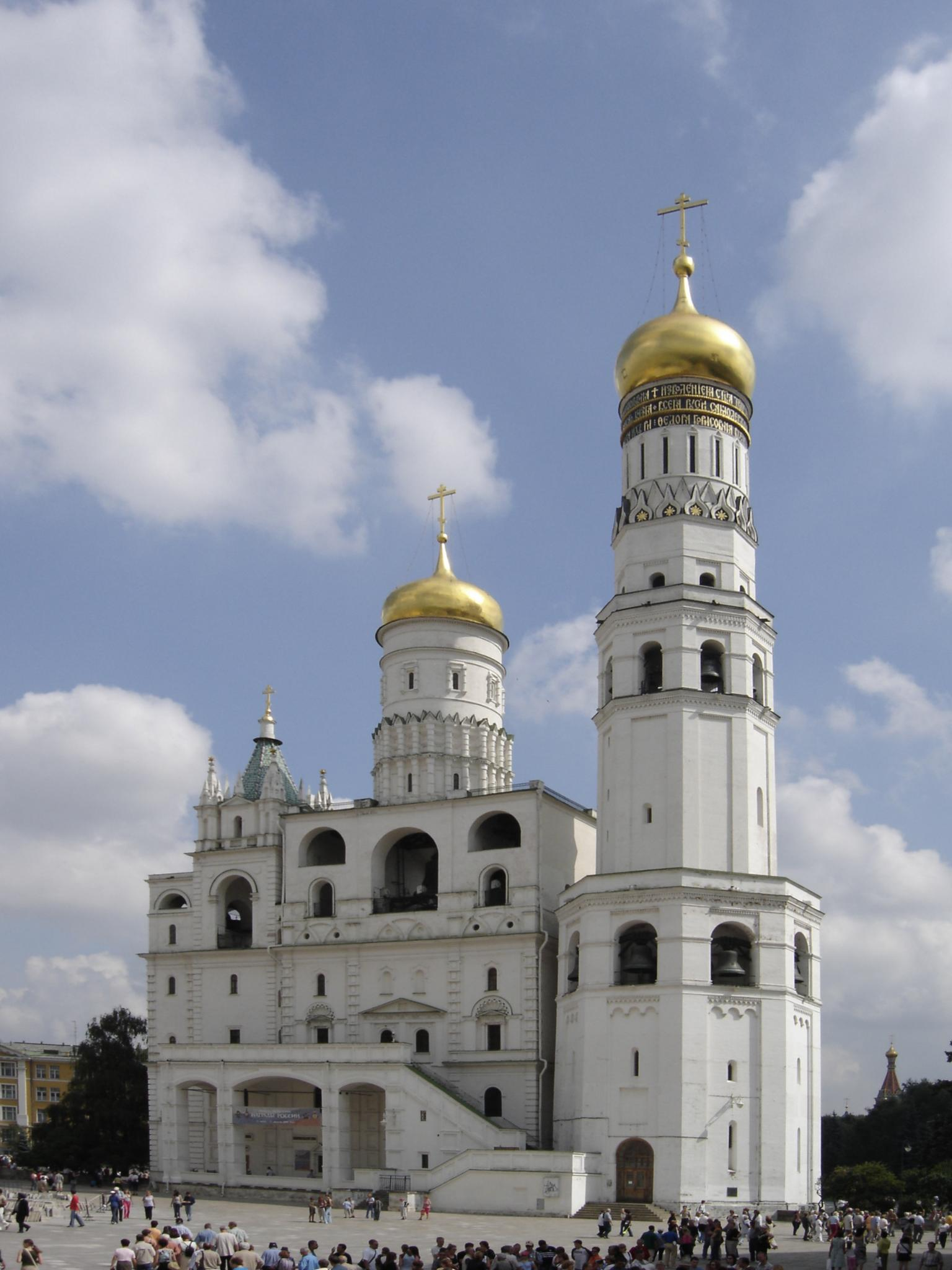
Tháp chuông Ivan Đại đế trong quần thể kiến trúc điện Kremli

- Tổ hợp Nhà hát Lớn và Nhà hát Nhỏ. (Большой и Mалый театры)
- Kolomenskoye (Коломенское)
- Điện Kremli
- Trang viên Kuskovo (Кусково)
- Manezh (Mанеж)
- Tháp Ostankino, tháp truyền hình cao nhất châu Âu
- Trang viên Ostankino (Останкино)
- Trang viên Tsaritsyno (Царицыно)
- Trang viên Kuzminki (Кузьминки)
- Viện bảo tàng Pushkin - bảo tàng mỹ thuật
- Quảng trường Đỏ, lăng Lenin
- Nhà thờ lớn Vasily Blazhenny
- Tháp phát thanh Sukhov
- Nhà thờ Chúa Cứu thế (Храм Христа Спасителя)
- Viện bảo tàng Tretyakov
- Trung tâm triển lãm toàn Nga (VĐNKha)
- Vườn bách thú Moskva
- Tòa nhà trường Lomonosov và phong cảnh.

## Giao thông và vận tải
Moskva có bốn sân bay là: sân bay quốc tế Sheremetyevo, sân bay quốc tế Domodedovo, sân bay Bykovo và sân bay quốc tế Vnukovo.
Giao thông trong thành phố có thể kể đến hệ thống tàu điện ngầm (metro) Moskva, một hệ thống metro tuyệt vời. Các nhà ga được trang trí bằng các bức tranh treo tường hay khảm vào tường có giá trị nghệ thuật. Bắt đầu hoạt động vào ngày 15 tháng 5 năm 1935, hiện nay hệ thống này có 11 tuyến đường với tổng chiều dài 278 km và hơn 170 ga. Tại các ga rất phổ biến các loại hình đèn chùm pha lê chiếu sáng. Hệ thống này là bận rộn nhất thế giới với hơn 9 triệu lượt hành khách mỗi ngày và tại giờ cao điểm cứ mỗi 90 giây lại có một chuyến tàu. Hệ thống metro Moskva được thiết kế là các tuyến đường "thẳng" giao nhau tại khu vực gần trung tâm thành phố. Ngoài ra còn có một tuyến đi theo đường "tròn" liên kết tất cả các tuyến kia.
Do các ga metro đặt tương đối xa nhau (so sánh với các thành phố khác), có thể tới 4 km, nên hệ thống xe buýt rất phát triển. Các tuyến xe buýt chạy qua các ga metro và bao phủ toàn bộ khu vực dân cư. Thông thường cứ mỗi phút lại có một chuyến xe buýt và giá cả khá rẻ so với các thành phố lớn khác của châu Âu (khoảng 1 USD/chuyến). Mỗi một phố chính trong thành phố đều có ít nhất một tuyến xe buýt phục vụ và không có một khu nhà chung cư nào trong số 13.000 chung cư lại phải mất hơn vài phút đi bộ. Ở đây cũng có các hệ thống xe điện trên đường ray (Трамвай-tramvai) và xe điện bánh hơi (Троллейбус-trolleybus). Trước đây rất ít người sử dụng ô tô cá nhân để đi lại do thường xuyên xảy ra tắc nghẽn giao thông. Tuy nhiên, phần lớn các gia đình trung lưu có ô tô để đi lại trong những ngày nghỉ cuối tuần và lễ hội. Theo một số ước tính, có trên 2,5 triệu ô tô lưu thông trên địa bàn thành phố trong ngày (2004). 3 năm trở lại đây (từ 2004) do sự phát triển mạnh mẽ của nền kinh tế Liên bang Nga, đặc biệt là Moskva, số lượng xe hơi cá nhân đã bùng nổ với sự đa dạng về chủng loại, nguồn gốc, tắc đường đã trở thành "chuyện thường ngày ở huyện". Rất nhiều công chức đến công ty bằng xe riêng đã phải đi trước giờ làm việc buổi sáng (8-9 giờ) cả tiếng đồng hồ. Tắc đường trên diện rộng từ sáng đến đêm khuya.

## Thể thao

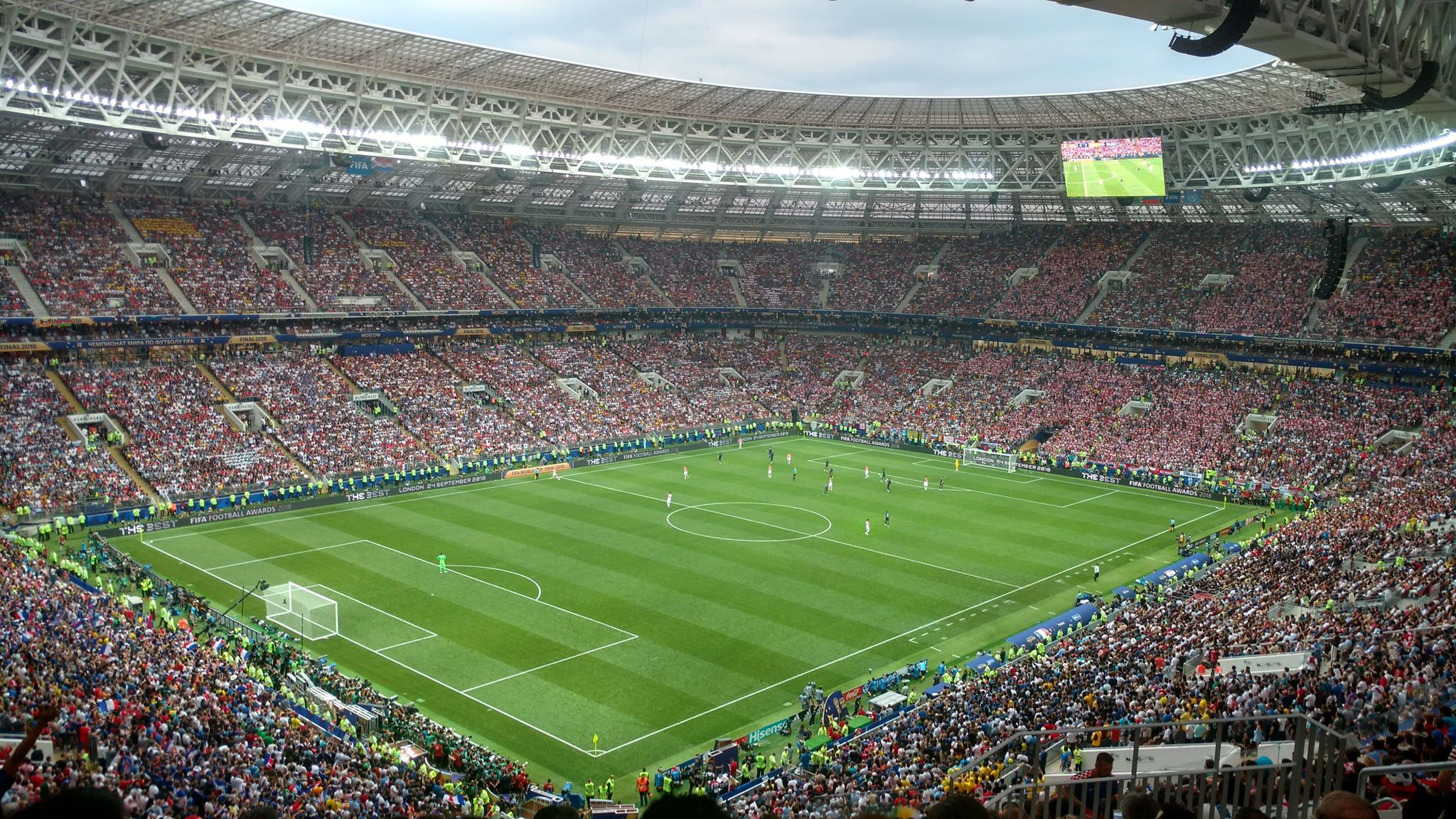
Sân vận động Luzhniki

Bóng đá là môn thể thao phổ biến nhất trong giới trẻ. Các câu lạc bộ bóng đá thủ đô như Dinamo, Spartak, Lokomotiv, CSKA là các câu lạc bộ có tên tuổi tại châu Âu. Tuy nhiên gần đây tệ nạn hooligan đã phát triển ở Nga và gây không ít ảnh hưởng xấu tới hình ảnh của bóng đá Nga. Các môn thể thao khác như bóng ném, bóng nước, bóng rổ cũng rất phát triển ở đây.
Các môn thể thao mùa đông thì có rất nhiều. Phần lớn người Nga đều có ván trượt tuyết và giày trượt băng và có rất nhiều công viên lớn có khu vực để tập luyện các môn trượt tuyết, trượt băng. Có một số công viên cho thuê ván/giày trượt với giá từ $1 đến $5 cho một giờ thuê. Moskva cũng có các đội khúc côn cầu trên băng có tên tuổi ở châu Âu.
Moskva là chủ nhà của Thế vận hội Mùa hè 1980, lúc đó môn đua thuyền buồm được tổ chức tại Tallinn (Estonia).

## Nhân khẩu
Mặc dù dân số của Liên bang Nga giảm mỗi năm khoảng 700.000 người (143,8 triệu * 0.5% tỷ lệ giảm) vì tỷ lệ sinh đẻ thấp, di cư, chết sớm và AIDS, nhưng dân số Moskva thì vẫn đạt tỷ lệ tăng cao, chủ yếu do nhập cư (mặc dù các giấy tờ tùy thân trong nước không cho phép dân không phải người thành phố này ở thủ đô quá 90 ngày mà không phải đăng ký). Những người Moskva mới này đã góp phần làm nền kinh tế thủ đô tăng trưởng đến 20%, ngược lại với sự đình trệ hoặc suy thoái trên phần lớn lãnh thổ Nga, kết quả là nó tạo ra sự phân hóa rõ nét trong những năm gần đây. Hiện nay, Moskva là một trong những thành phố lớn nhất châu Âu.
Theo số liệu của báo Forbes vào ngày 22 tháng 7 năm 2004, Moskva là thành phố có đông các nhà tỷ phú nhất trên thế giới. Hiện nay Moskva có 33 tỷ phú, hơn Thành phố New York hai người.

## Vấn đề khủng bố
Khủng bố là mối đe dọa diễn ra gần đây cho Moskva. Cuộc chiến tranh kéo dài giữa Nga với những phần tử cực hữu của Chechnya đã dẫn đến tình trạng những nhóm người này sử dụng biện pháp khủng bố để chống lại chính quyền liên bang. Vào ngày 6 tháng 2 năm 2004 một quả bom đã phát nổ trong một chiếc ô tô trong đường hầm gần ga metro Avtozavodskaya làm chết ít nhất 40 người và làm thương nhiều người khác. Các hành động khủng bố khác có thể kể đến là vụ phá hủy hai tòa nhà chung cư tháng 9 năm 1999 (Xem Vụ đánh bom nhà chung cư ở Nga), vụ nổ trong đường hầm dành cho người đi bộ dưới quảng trường Pushkinskaya trong tháng 8 năm 2000 cũng như việc chiếm giữ nhà hát ở Dubrovka trong tháng 10 năm 2002 mà hơn 100 người đã chết khi các nhân viên của lực lượng an ninh Nga sử dụng khí gây mê để tấn công bọn khủng bố.

## Thành phố kết nghĩa
| - Algiers, Algérie - Almaty, Kazakhstan - Amman, Jordan - Ankara, Thổ Nhĩ Kỳ - Astana, Kazakhstan - Athens, Hy Lạp - Baku, Azerbaijan - Bangkok, Thái Lan - Banja Luka, Bosnia và Herzegovina - Bắc Kinh, Trung Quốc - Beirut, Liban - Belgrade, Serbia - Berlin, Đức - Brussels, Bỉ - Bucharest, România - Cairo, Ai Cập - Chicago, Illinois, Hoa Kỳ | - Cusco, Peru - Delhi, Ấn Độ - Donetsk, Ukraina - Dubai, Các Tiểu vương quốc Ả Rập Thống nhất - Dushanbe, Tajikistan - Düsseldorf, Đức - Ganja, Azerbaijan - Hà Nội, Việt Nam - La Habana, Cuba - Thành phố Hồ Chí Minh, Việt Nam - Ingolstadt, Đức - Jelgava, Latvia - Kharkiv, Ukraina - Kolomna, Nga - Kraków, Ba Lan - Limoges, Pháp - Ljubljana, Slovenia | - Luân Đôn, Liên hiệp Anh - Madrid, Tây Ban Nha - Manila, Philippines - Naryan-Mar, Nga - Nicosia, Síp - Paris, Pháp - Podgorica, Montenegro - Praha, Cộng Hòa Séc - Bình Nhưỡng, Triều Tiên - Rasht, Iran - Reykjavík, Iceland - Riga, Latvia - Seoul, Hàn Quốc - Tallinn, Estonia - Tel Aviv, Israel - Tehran, Iran | - Tirana, Albania - Tokyo, Nhật Bản - Tunis, Tunisia - Ulan Bator, Mông Cổ - Valenciennes, Pháp - Viên, Áo - Warsaw, Ba Lan |